# عشعاشة
عَشَعَاشَة إحدى بلديات دائرة عشعاشة التابعة لولاية مستغانم.